# 佐戈·馬迪安托
佐戈·馬迪安托（1965年—），是一名印尼已退役男子羽球運動員。

## 簡歷
佐戈·馬迪安托在1989年的世界羽球錦標賽男子雙打和混合賽中排名第17。同年，他在東南亞運動會羽毛球比賽與阿喲諾·米拉納特一起獲得男子雙打銅牌。1992年，他與絲莉·溫塔里一起贏得亞洲羽球錦標賽混合雙打冠軍。